# Refugi del Serrat de les Esposes
El Refugi del Serrat de les Esposes és un refugi de muntanya situat a 1.510 m, al pla de les Esposes (al costat de la pista de Riu de Cerdanya a Coll de Pendís), dins el terme municipal de Riu de Cerdanya, a la Cerdanya. Es troba al vessant obaga de la serra de Moixeró i està dins del Parc Natural cadí-Moixeró.
L'edifici és propietat de l'ajuntament de Riu de Cerdanya.

## Accessos
El poble més propers és Riu de Cerdanya, situat a 1:15 hores, si el recorregut es fa a peu. Els refugis més propers són el de Sant Jordi (2:30 hores), el de Refugi de Cortal d'en Vidal (1:30 hores), el Refugi de Cortals de l'Ingla (1:00 hores), i el del Niu de l'àliga (4:00 hores).
L'accés amb vehicle es fa per pista, des de Riu de Cerdanya, fins al refugi.

## Ascensions i travessies
Penyes Altes de Moixeró (2.260 m.), Tosa d'Alp (2.531m.).